# Austin L. Rand
Austin Loomer Rand, född 16 december 1905 i Kentville, Kanada, död 6 november 1982 i Avon Park, Florida, USA, var en kanadensisk zoolog.

## Publikationer (i urval)
- 1936. The distribution and habits of Madagascar birds. (Bulletin of the American Museum of Natural History).
- 1937. Results of the Archbold expeditions No.14: The birds of the 1933–1934 Papuan expedition. (Bulletin of the American Museum of Natural History. Coauthored with Ernst Mayr).
- 1942. Results of the Archbold Expeditions. Birds of the 1936–1937 New Guinea Expedition. (Bulletin of the American Museum of Natural History).
- 1955. Stray feathers from a bird man's desk. Fascinating and unusual sidelights on the lives of birds.
- 1956. American Water and Game Birds.
- 1960. Birds of the Philippine Islands: Siquijor, Mount Malidang, Bohol, and Samar. (Fieldiana. Skriven tillsammans med D.S. Rabor).
- 1961. A Midwestern Almanac, Pageant of the Seasons. (Coauthored with his wife Rheua M. Rand).
- 1962. Birds in Summer.
- 1967. Ornithology: an Introduction.
- 1967. Handbook of New Guinea Birds. (Skriven tillsammans med E. Thomas Gilliard).
- 1971. Birds of North America.